# Catedral de Nuestra Señora (Cambrai)
La Catedral de Nuestra Señora o simplemente Antigua Catedral de Cambrai (en francés: Cathédrale Notre-Dame de Cambrai)  era una catedral gótica situada en Cambrai. Francia construida en los siglos XII y XIII, que fue destruida durante la Revolución Francesa y fue totalmente demolida, al igual que su vecino la antigua catedral de Notre-Dame en la ciudad de Arras. Asiento de una vasta diócesis, la catedral era conocida como la "maravilla de los Países Bajos", principalmente debido a su altas torres.

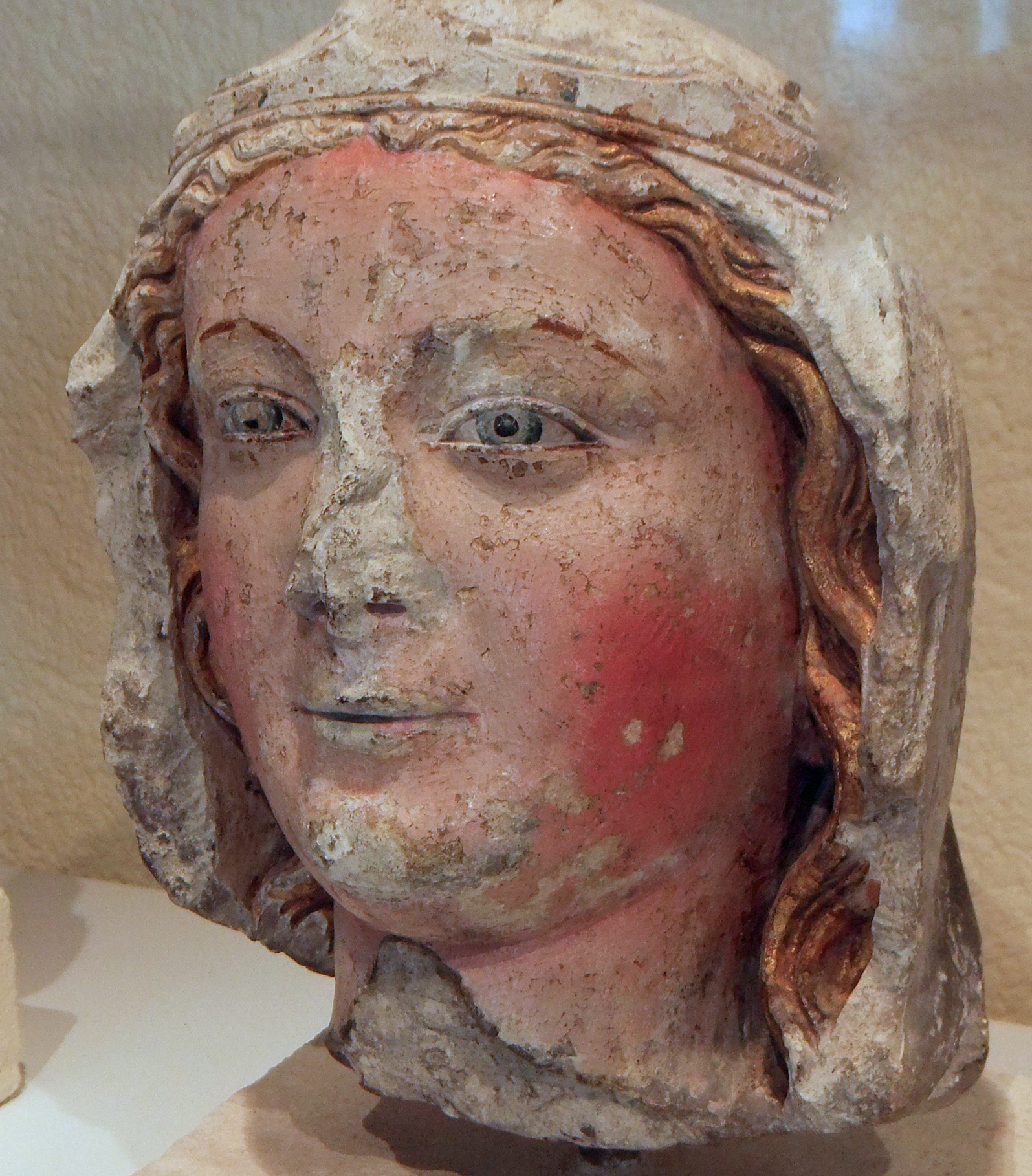
Vista de una imagen de la Virgen proveniente de la Antigua Catedral

La catedral gótica fue precedida por tres o cuatro iglesias construidas en el mismo lugar, en la parte occidental de la ciudad actual en una cuesta abajo hacia el Río Escalda.
Se habla de una Iglesia de Santa María en Cambrai por primera vez en el 525. El edificio podría haber sido hecho de madera, o instalado en un templo pagano. El primer edificio fue destruido en 881 por los normandos y fue el obispo Dodilon quien lo reconstruyó, siendo el nuevo edificio dedicado en el 890.
En 1791 la catedral fue asignado al «culto constitucional». Sin embargo, se dañó el año siguiente, y en 1793 se convirtió en un almacén de grano. El 6 de junio de 1796 fue vendido a un comerciante llamado Blanquart St. Quentin, quien se comprometió a demolerla. La demolición avanzó lentamente: en 1816 había suficientes secciones de paredes verticales para que un soldado del ejército británico de la ocupación todavía pudiera dibujar un acuarela.
Tras la firma del Concordato de 1801, el obispo constitucional reabre la Iglesia del Santo Sepulcro, y en 1804 compró la antigua casa del abad para instalar el obispado. Se erigió esa otra iglesia en catedral para reemplazar el edificio gótico desaparecido.